# Acacías (kommun)
Acacías är en kommun i Colombia.   Den ligger i departementet Meta, i den centrala delen av landet, 70 km sydost om huvudstaden Bogotá. Antalet invånare är 54 219.